# 季布里夫卡 (赫梅利尼克區)
49°35′30″N 27°55′33″E / 49.59167°N 27.92583°E
季布里夫卡（烏克蘭語：Дібрівка），是烏克蘭的村落，位於該國西南部文尼察州，由赫梅利尼克區負責管轄，面積2.13平方公里，海拔高度284米，2001年人口633，人口密度每平方公里297.18人。